# Свірідова Ганна Валеріївна
Га́нна Валеріївна Свірі́дова (нар. 26 червня 1983, Миколаїв, Україна) — українська дизайнерка жіночого одягу, підприємиця, засновниця бренду SVIRIDOVA. Відома поєднанням елегантності, якості та доступності у своїх колекціях. Учасниця міжнародних фешн-показів, лауреатка дизайнерських премій та соціально-культурних ініціатив.

## Освіта та ранні роки
Ганна з дитинства захоплювалася шиттям — перші навички здобула від матері, яка самостійно шила одяг для родини. Під час навчання у технікумі витрачала стипендію на тканини, створювала речі для себе та друзів, що згодом переросло у її першу підприємницьку діяльність у сфері моди.

## Кар’єра
Свірідова має понад 10 років досвіду у створенні жіночого одягу. В Україні заснувала бренд SVIRIDOVA та організувала власне швейне виробництво, де особисто контролювала всі процеси. Основна концепція бренду — «доступна елегантність»: стильний і якісний одяг для жінок віком 25–45 років.
До війни реалізувала проєкт мережі салонів з ремонту та перешиву одягу «Золоті ручки» (4 філії). У Києві готувала відкриття шоуруму, однак була змушена залишити Україну через повномасштабне вторгнення.
Після 2022 року Свірідова з дітьми переїхала до Чехії, згодом — до Ірландії, а пізніше — до Норвегії. У Дубліні двічі представляла свої колекції на фешн-показах. Одяг бренду також було продемонстровано у Мадриді та Осло. Про діяльність дизайнерки писала національна норвезька преса — зокрема, газета Tønsbergs Blad.

## Стиль і творчість
Дизайн Свірідової — це поєднання casual-елементів із класичними силуетами. Колекції вирізняються ручною роботою, якісними тканинами, продуманим кроєм і жіночністю. В інтерв’ю для Touch Magazine дизайнерка зазначила, що черпає натхнення з французької модної класики, особливо творчості Коко Шанель, але додає сучасні рішення і практичність.

## Визнання та нагороди
- Дизайнер року — Monet Fashion Awards (2020, 2021)

- Лідери України — лауреатка премії журналу Millenium Club (2021)

- Топ-100 успішних українців (2021) — у номінації «Дизайнер року»

- Фіналістка міжнародних конкурсів краси Grand Star of the World та MS Top Ukraine (2021)

- Почесна грамота за внесок у соціально-економічний розвиток (м. Дніпро, 2021)

## Ініціативи
- Засновниця конкурсу «Битва дизайнерів», який підтримує молодих модельєрів із вразливих соціальних груп

- Працює над запуском власного YouTube-каналу, де ділитиметься колекціями, порадами для початківців і закуліссям модної індустрії

## Проживання
Станом на 2025 рік проживає у Норвегії разом із дітьми. Працює над розвитком бренду SVIRIDOVA на європейському ринку.

## Присутність у ЗМІ
- Стаття у журналі Millenium Club

- Інтерв’ю у Touch Magazine

- Публікація у газеті Tønsbergs Blad (Норвегія)

- Відео-презентація на YouTube

- Профіль на LinkedIn

- Офіційна Instagram-сторінка